# Свободная охота
Свобо́дная охо́та — тактический способ ведения боевых действий тактической единицы в военной авиации или военно-морском флоте.

## В тактике авиации

### Описание способа боевых действий
Является составным элементом боевых действий с целью поддержания завоеванного господства (превосходства) в воздухе. Применяется, как правило, после завоевания господства (превосходства) в воздухе, когда отпадает необходимость применения массированных ударов.
Решение на выполнение полётов на свободную охоту принимает командир подразделения (части). При этом определяется район выполнения боевой задачи, до экипажей доводится воздушная и наземная обстановка. Возможно указание конкретной цели, которую необходимо отыскать и уничтожить, зная лишь её примерное расположение или только её наличие в данном районе. При этом выбор маршрута, высоты и скорости полёта, порядок захода на цель и применяемые боевые манёвры определяются лётчиками самостоятельно, в зависимости от обстановки.
Цель данного способа — поиск и уничтожение противника (как воздушного, так и наземного).

### История возникновения
Как способ ведения боевых действий начал использоваться в период зарождения авиации. Приобрел основные черты как способ ведения боевых действий в период Первой и Второй мировой войны. В период Великой Отечественной войны применялся немецкими лётчиками в начальный период, когда люфтваффе было завоёвано превосходство в воздухе. После наступившего перелома в завоевании господства в воздухе советскими лётчиками в 1943 году данный способ успешно применялся советскими лётчиками
и гораздо реже немецкими, о чём свидетельствует статистика. Так например, практически во всех донесениях о боевой работе истребительных авиационных полков во время Великой Отечественной войны, сведения о свободной охоте, как способе боевых действий, появляются в отчётах только начиная с 1943 года.

### Объекты «свободной охоты»
- Для истребительной (истребительно-бомбардировочной, тактической) авиации при решении задач уничтожения воздушного противника объектами могут быть самолёты и вертолёты противника в воздухе;
- Для бомбардировочной (истребительно-бомбардировочной, бомбардировочной, тактической) авиации при решении задач уничтожения наземного (надводного) противника объектами могут быть самолёты и вертолёты противника на земле, наземные и надводные цели;

При выполнении «свободной охоты» по наземным (надводным) целям основными объектами поражения являются наиболее важные с точки зрения значимости (стратегической, оперативной, тактической):
- командные пункты и пункты управления авиацией, ПВО, средствами ядерного нападения и ВТО
- средства ПВО
- ракетные установки
- авиация на земле

### «Свободная охота» в период Великой Отечественной войны
«Истребитель-охотник — это высшая форма боевой деятельности воздушного бойца. Его задача — найти противника, сбить, а самому не понести поражения. Его девиз — НАШЁЛ, СБИЛ, УШЁЛ.
Используя исключительную хитрость и владение своей машиной, смело и уверенно поражает противника, молниеносно и внезапно. У аса должны быть сильно развиты инициатива и сообразительность, уверенность в себе и в свои принятые решения. Растерянность и паника чужды для аса».
А. И. Покрышкин.   «Тактика истребительной авиации»
Способ боевых действий истребителей «Свободная охота» способствовал росту числа одержанных побед. В период Великой Отечественной войны являлся едва ли не самым основным способом, применяемым немецкими лётчиками. При этом немецкие лётчики широко использовали распространённую сеть передовых постов (пунктов) предупреждения, находясь в зоне дежурства в воздухе и в засадах на земле и на аэродромах.
Основные принципы, положенные немецкими лётчиками при выполнении боевых полётов на «свободную охоту»:
1. Основа боевого порядка — пара самолётов (ведущий и ведомый).
2. На боевое задание вылетала группа самолётов составом пары истребителей, реже - звеном.
3. Воздушное пространство было распределено между подразделениями и дежурными группами. Часть находилась в зоне дежурства в воздухе, часть — на земле.
4. Конкретная боевая задача на выполнение полёта не ставилась, предполагалось, что пара охотников-истребителей самостоятельно определяет свои цели: как воздушные, так и наземные.
5. На выполнение заданий по плану «свободной охоты» отправлялись только высокоподготовленные лётчики, имеющие не одну одержанную победу над противником, имеющие высокие навыки техники пилотирования и действий в непредвиденных ситуациях (особых случаях в полёте).
6. Командованием Люфтваффе рекомендовано в качестве целей для «свободной охоты» против воздушного противника использовать:

- любые одиночные самолёты противника,
- повреждённые в бою самолёты противника,
- пары самолётов, замыкающие строй бомбардировщиков (штурмовиков), возвращающихся на свои аэродромы после выполнения боевой задачи.

Тактика немецких лётчиков при обнаружении целей для «свободной охоты» (шаблонные методы) — занять тактически выгодное положение (в современном трактовании: ТВП), которое определялось ведущим пары и, как правило состояло в том, чтобы:
- Вариант 1: паре разделиться, при этом ведущий, используя рельеф местности, маскирующие возможности местности и метеоусловий выполняет сближение с самолётом противника, незаметно для противника, а ведомый — осуществляет прикрытие самолёта ведущего, располагаясь выше;
- Вариант 2: выполнить манёвр с целью в последующем занять позицию для атаки со стороны солнца и с высоты, позволяющей развить высокую скорость для последующей атаки.

В любом случае атака воздушной цели ставила своей целью «зайти противнику в хвост», выполнить стрельбу из пулемётов (пушек) с малой дистанции (как правило не более 50 м) и должна была закончится сбитием самолётов противника.
Полёты на свободную охоту советскими лётчиками во время Великой Отечественной войны производились начиная с 1943 года. Ранее такие полёты выполнялись эпизодически. В основном истребительная авиация в начальный период войны выполняла задачи поддержки наземных войск, выполняла полёты на бомбардировку наземных целей.
Так, штабом 8-й воздушной армии для отработки новых видов боевого применения — ведение боевых действий способом «свободная охота», привлекалась 6-я гв. иад. Руководством дивизии для этой цели с 8 по 15 мая 1943 года был выделен 9-й гвардейский истребительный авиационный полк, который в течение месяца отрабатывал данный способ, не привлекаясь к решению других задач. За семь дней охоты выполнено 156 самолёто-вылетов, летали 76 самолётов Як-1. Уничтожено: 29 грузовых автомашин, 6 грузовых автомашин, 1 автобус, сожжено 2 ж.д. вагона и 2 катера, потоплен 1 катер. В воздушных боях сбито: 2 Focke-Wulf Fw 190 Würger, 1 Messerschmitt Bf.109, 1 Junkers Ju 52; подбито: 1 Focke-Wulf Fw 189 Uhu; сожжено на земле: 1 Junkers Ju 88. Своих потерь не имели, повреждён один Як-1 в результате атаки 3-х Messerschmitt Bf.109 на аэродром подскока Марьевка.
Тактика советских лётчиков при свободной охоте заключалась в поиске и уничтожении воздушного противника. При этом в любом случае полёты выполнялись в боевых порядках пары. Пара (ведущий и ведомый) стала основой боевого порядка. Изучив и обобщив способы атак воздушных целей при выполнении «свободной охоты» советские лётчики учли положительный опыт немецких лётчиков и привнесли много нового в тактику «свободной охоты».
Во время Великой Отечественной войны решением командования ВВС 19-й Проскуровский Краснознамённый истребительный авиационный, впоследствии переименованный в 176-й гвардейский Проскуровский Краснознамённый орденов Кутузова и Александра Невского истребительный авиационный полк, считался полком «свободных охотников». Полк использовался командованием на разных оперативных направлениях и был переформирован для уничтожения самолётов противника способом «свободная охота». Был единственным таким особым полком. За время боевых действий полк выполнил полётов на "свободную охоту":
| Выполнено боевых вылетов всего | В 1944 году | В 1945 году |
| ------------------------------ | ----------- | ----------- |
| 3521                           | 1920        | 1601        |

#### Практические примеры
Эпизоды боевых действий 106-го гвардейского иап

### Свободная охота в периодлокальных войни конфликтов

#### В периодвойны во Вьетнаме
« …Свободную охоту как один из способов боевых действий американские истребители начали применять в конце войны. Охотники (пары „Фантомов“) самостоятельно вели поиск и выжидали благоприятный момент для атаки северовьетнамских самолётов. Для маскировки полёта они использовали малую высоту и рельеф местности.
Задачи по ведению свободной охоты иногда решало одно звено самолётов из группы блокирования, которое стремилось внезапно атаковать северовьетнамские самолёты, возвращавшиеся после выполнения боевого задания. Если охотники преждевременно обнаруживали себя, то могли попасть под атаку „мигов“, получивших информацию с „КП“…»
Бабич В. К. Истребители меняют тактику.

#### Война в Афганистане
Тактика «свободной охоты» (официально называлась «разведывательно-ударными действиями» — РУД) активно применялась ВВС СССР во время Афганской войны. Основной целью были караваны с оружием и боеприпасами. Для «свободной охоты» применялись самолёты Су-25, МиГ-21Р, Су-17М3Р и вертолёты Ми-24, реже — вертолёты Ми-8 и самолёты Ан-2. Ми-24 парой или звеном в указанном разведкой районе разворачивались в пеленг под углом 15—20 градусов и прочёсывали местность на высоте 1500—1700 м. Обнаруженный караван они останавливали предупредительным огнём и блокировали до прибытия досмотровой группы на Ми-8. Если караванщики пытались сопротивляться или спрятаться, то они уничтожались незамедлительно. Подобная тактика с небольшими изменениями применялась и во время Чеченских войн.